# Ибаньес, Луис
Лу́ис Эсекье́ль Иба́ньес (исп. Luis Ezequiel Ibáñez; 15 июля 1988, Буэнос-Айрес, Аргентина) — аргентинский футболист, защитник клуба «Графичар».

## Биография
Воспитанник аргентинского «Бока Хуниорс», в составе которого провёл всего несколько матчей, дебютировал 19 апреля 2008 года в матче против «Велес Сарсфилд». В июне 2008 году подписал пятилетний контракт с загребским «Динамо». Луис был приглашен в «Динамо» в качестве замены молодому защитнику Хрвое Чале который ушёл в турецкий «Трабзонспор».
Из-за своего роста, скорости, техники и мощной левой ноги многим он напоминает Роберто Карлоса. За «Динамо» он успел забить гол с 35 метров в матче с «Шибеником».
Многие хорватские и аргентинские футбольные эксперты предсказывают большое будущее этому молодому игроку. Он уже заявил, что в будущем может принять хорватское гражданство и играть за сборную Хорватии.
Ибаньес имеет татуировку с автографом Диего Марадоны на левой руке. Он хотел иметь татуировку его лица, но это было невозможно, так как Марадона дал ему свой автограф на бумаге, и он сделал татуировку на его основе.

## Достижения
«Динамо» (Загреб)
- Чемпион Хорватии (5): 2008/09, 2009/10, 2010/11, 2011/12, 2012/13
- Обладатель Кубка Хорватии (3): 2008/09, 2010/11, 2011/12
- Обладатель Суперкубка Хорватии по футболу (2): 2010, 2014

«Црвена Звезда»
- Чемпион Сербии (1): 2015/16